# Científic
Un científic o científica és la persona que es dedica professionalment a algun camp de la ciència utilitzant les matemàtiques o el mètode científic per a cercar nous coneixements. Pot estar especialitzada en una o més àrees de la ciència, participant-hi o realitzant-hi alguna activitat d'investigació científica. Tot i la reducció en les darreres dècades, persisteix una bretxa de gènere entre els estudiants de la disciplina.

## Etimologia
En català, el mot prové del llatí scientĭfĭcus, que té el mateix significat. En anglès, sembla que William Whewell inventà la paraula scientist el 1833 per petició del poeta Samuel Taylor Coleridge i l'usà el 1840 en Philosophy of the Inductive Sciences ("Filosofia de les ciències inductives"). Anteriorment s'anomenaven filòsof natural o homes de ciència que aviat van quedar substituits.

## Descripció
A l'antiguitat clàssica, no hi havia una analogia real d'un científic modern, els filòsofs es van dedicar a l'estudi filosòfic de la natura anomenat filosofia natural, un precursor de les ciències naturals. A l'època del racionalisme tenia un sentit més restringit, ja que per a Isaac Newton era únicament qui utilitzava el mètode científic, el procediment de recerca que es basa en processos lògics del pensament i que s'organitza per relacionar dades i generalitzacions, amb l'objectiu de proposar i contrastar explicacions d'esdeveniments perceptibles». Aquestes tècniques permeten reunir un cos de dades fruit de l'observació i l'experimentació, a partir de les quals es poden formular teories.
Els científics desenvolupen nova informació sobre el món que ens envolta, sovint amb el propòsit de resoldre problemes o millorar aspectes de la vida moderna. En les seves investigacions, els científics necessiten un enfocament lògic i sistemàtic. Dissenyen acuradament, realitzen el seguiment i analitzen experiments per arribar a conclusions. Així mateix, han d'explicar les seves troballes als altres amb claredat i concisió.

## Comunicació científica
Un dels aspectes més importants de la recerca científica és la comunicació dels treballs, per poder-los compartir amb la comunitat. Les tecnologies mòbils estan transformant la manera com ens comuniquem i impacta en la manera com es comunica la recerca. Per l'elaboració de la documentació i publicació en una revista científica, sigui com a plataforma per publicar articles dels investigadors o com a divulgació per al gran públic (sovint combinen les dues funcions en una única revista) cal incloure citacions i bibliografia dels treballs en què es basa la investigació. La revista científica més antiga del món és el Journal des savants francès, publicada per primer cop en 1665. Entre les revistes de més factor d'impacte hi sol haver Nature i Science, de caràcter «generalista», o The New England Journal of Medicine o The Lancet, especialitzades en medicina.

## Activitats laborals
Els científics dissenyen, planifiquen i dirigeixen assajos i investigacions bàsiques o aplicades a l'àmbit de la ciència. Alguns exemples de recerca aplicada l desenvolupament científic són: 
- Desenvolupar un nou medicament per tractar una malaltia. Trobar materials més forts i lleugers per construir aeroplans amb ells.
- Millorar el color i el sabor dels aliments.
- Desenvolupar fonts alternatives d'energia, com l'eòlica o la solar.
- El tipus d'experiments realitzats i la tecnologia aplicada variaran en funció de l'àmbit d'investigació.

Tots els científics necessiten garantir l'exactitud dels seus resultats, i per això pensen detingudament el nombre de proves requerides per assolir una conclusió precisa, la mida de la mostra de la investigació (per exemple, quants voluntaris seran necessaris en una prova), així com tots aquells factors que puguin afectar els resultats o distorsionar-los.
Sovint treballen amb altres científics que tenen coneixements especialitzats diferents als seus. Els científics poden tenir al seu càrrec un grup de d'altres científics o de tècnics de laboratori, que s'ocupen del funcionament diari d'aquest.
Los científics utilitzen diversos mètodes per recollir i analitzar dades, i sovint també estadístiques. Analitzen resultats i presenten les seves troballes en forma de gràfics, maquetes o diagrames. Usen ordinadors per dissenyar i fer el seguiment dels experiments, crear models i analitzar resultats.
Durant una investigació, els científics fan servir mètodes tradicionals, com per exemple, observar canvis a simple vista, així com tecnologia molt sofisticada, com utilitzar un microscopi electrònic per estudiar microorganismes.
Els treballs de recerca i desenvolupament poden implicar la realització de proves rutinàries durant un llarg període. Per exemple, el procés de desenvolupament d'un nou fàrmac pot prolongar deu anys des del seu descobriment i assaig fins que estigui disponible ia la venda en una farmàcia.
Els científics necessiten ser capaços d'explicar els seus resultats clara i concisa als altres. Sovint ho fan a altres científics, per exemple, mitjançant informes, presentacions o articles publicats en revistes científiques. Però també poden fer-ho a persones que no siguin científics, com per exemple, en el cas d'un científic forense, que de vegades ha de testificar en un juicio.
Cada vegada més, els científics han de tenir en consideració l'impacte mediambiental de la seva feina, per exemple, intentant garantir que el pol·len procedent de les seves proves experimentals de cultius de planter genèticament modificat no entri en contacte amb els planters de les granges que no estan relacionades amb aquesta prova experimental.
Alguns científics es dediquen més a investigacions analítiques que a treballs de desenvolupament.Per exemple, els científics analítics investiguen substàncies per veure quines substàncies químiques contenen. Les seves troballes ajuden a altres a garantir la seguretat i qualitat dels aliments i begudes, a controlar i protegir la salut pública i el medi ambient, i a incrementar l'eficàcia i seguretat dels processos de fabricació.
A més de treballar en laboratoris, molts científics viatgen per prendre mostres o dur a terme experiments, el que s'anomena treball de camp. Per exemple, els geòlegs viatgen per cartografiar característiques físiques, de vegades a zones molt aïllades.
Els científics utilitzen els seus coneixements de productes i processos en els departaments de màrqueting i vendes. Així, poden visitar a clients per escoltar les seves necessitats i explicar-los els últims avances.
En funció del tipus de científic, podran tenir una altra mena de contactes; per exemple, un biomèdic pot treballar amb metges, infermeres i altres professionals sanitaris, mentre que un científic acústic pot haver de treballar amb els empleats municipals per observar i controlar el soroll d'un estadi.
Les tres principals àrees de la ciència són la biologia, la física i la química, però estan vinculades entre si a diferents nivells en gran quantitat d'àrees especialitzades. Per exemple, la bioquímica és l'estudi de la química en els éssers vius.

## Habilitats i característiques personals
Per ser un bon científic, es necessita:
- Gaudir resolent problemes.
- Un enfocament lògic per planejar els experiments.
- Habilitats pràctiques.
- Imaginació i creativitat.
- Ser metòdic i ben organitzat.
- Paciència, perquè no ha d'importar repetir els experiments diverses vegades.

Els científics sovint treballen en grup, i per això és important tenir dots comunicatius. Cal ser capaç d'expressar-se amb claredat, tant verbalment com per escrit.
Per contra, alguns científics també passen temps treballant en solitari, especialment durant el treball de camp. Per exemple, els científics geòlegs poden viatjar per cartografiar zones remotes i passar molt de temps sols.

## Competències
- Aptituds matemàtiques.
- Aptituds per a la microscòpia i el microanàlisi.
- Aptituds per redactar informes.
- Capacitat per treballar en equip.
- Capaç d'expressar idees amb claredat.
- Capaç de treballar tant sol com en equip.
- Coneixements en una varietat d'instrumental d'anàlisi.
- Creatiu.
- Dissenya, porta a terme i avalua experiments.
- Habilitat per avaluar.
- Habilitat per a l'observació.
- Habilitat per a realitzar presentacions.
- Habilitat per resoldre problemes.
- Habilitats informàtiques.
- Habilitats pràctiques.
- Investigador.
- Meticulós.
- Metòdic.
- Observador.
- Pacient.
- Persistent.
- Planifica i realitza treball de camp.
- Sensat.
- Supervisa i dirigeix un equip de tècnics de laboratori.
- Utilitza eines d'anàlisi estadístiques.
- Utilitza models computats.
- Utilitza sistemes d'assaig automatitzats.

## Estudis per exercir la professió
A continuació es relacionen alguns dels estudis oficials (cicles formatius o carreres universitàries) que permeten exercir aquesta professió. Cal tenir en compte que depenent de l'àmbit d'especialització, és possible que s'hagi de complementar la formació amb altres cursos més específics del sector. La formació contínua és un aspecte clau per a la millora professional.
- Grau en bioquímica
- Grau en bioquímica i biologia molecular
- Grau en biotecnologia
- Grau en química

## Científics i matemàtics
Algunes persones no consideren als matemàtics com científics, ja que en general no es valen dels passos del mètode científic per realitzar descobriments matemàtics i, al seu torn, el mètode científic no és vàlid per provar resultats matemàtics. De tota manera, a causa de la relació íntima entre la matemàtica i les ciències aplicades, s'inclou aquí als matemàtics a la llista de científics. Aquesta distinció entre matemàtics i científics només va començar a plantejar-se en el segle xx.
Carl Friedrich Gauss va definir a la matemàtica com la  "reina de les ciències" . Les opinions dels matemàtics sobre això són variades. Molts consideren que cridar al seu camp ciència és minimitzar la importància del seu perfil estètic, a més suposa negar la seva història dins de les set arts liberals. Altres consideren que fer cas omís de la seva connexió amb les cièncise suposa ignorar l'evident connexió entre les matemàtiques i les seves aplicacions a la ciència i l'enginyeria, que ha impulsat considerablement el desenvolupament de les matemàtiques. Un altre assumpte de debat, que guarda certa relació amb l'anterior, és si la matemàtica va ser creada (com l'art) o descoberta (com la ciència). Aquest és un dels molts temes d'incumbència de la filosofia de les matemàtiques.
No obstant això encara avui els premis referits a les matemàtiques es mantenen generalment separats dels seus equivalents en les ciències.

## Científics versus enginyers
Enginyers i científics sovint es confonen en la ment del públic en general, estant els primers més propers a la ciència aplicada. Mentre que els científics exploren la naturalesa amb la finalitat de descobrir els principis generals i fonamentals, els enginyers apliquen els principis establerts procedents de la ciència amb la finalitat de crear i/o dissenyar nous invents o bé millorar els antics.
 La ciència és el coneixement basat en fets observats i de les veritats provades, disposats en un sistema ordenat que es poden validar i comunicar a altres persones. L'enginyeria és l'aplicació creativa dels principis científics, utilitzats per planificar, construir, dirigir, guiar, administrar o treballar en els sistemes per mantenir i millorar la nostra vida diària .
No obstant això, hi ha molts casos d'èxits importants que es fan en ambdós camps per la mateixa persona. Quan un científic té també una formació d'enginyeria, o viceversa, el mateix individu explora els principis de la naturalesa per resoldre problemes i dissenya noves tecnologies. Els científics sovint realitzen algunes tasques d'enginyeria, com és el cas del disseny d'equips experimentals i la construcció de prototips; algunes d'aquestes tasques les fan els mateixos enginyers, amb formació en recerca científica. Enginyeria Biomèdica, mecànica, elèctrica, electrònica, química i sector aeroespacial, els enginyers estan sovint a l'avantguarda de la investigació científica dels fenòmens i materials nous. Peter Debye va obtenir un títol en enginyeria elèctrica i un doctorat en física abans de finalment guanyar un Premi Nobel de química. De la mateixa manera, Paul Dirac, un dels fundadors de la mecànica quàntica, va començar la seva carrera acadèmica com a enginyer elèctric per després dedicar-se a les matemàtiques i la física teòrica. Claude Shannon, enginyer electrònic i matemàtic, va ser el fundador de la moderna teoria de la informació.

## Científics per branques del saber
- Antropòlegs
- Astrònoms
- Biòlegs
- Criminòlegs
- Economistes
- Físics
- Geòlegs
- Geògrafs
- Historiadors
- Matemàtics
- Metges
- Odontòlegs
- Politòlegs
- Psicòlegs
- Químics
- Sociòlegs
- Astrònoms
- Biòlegs (botànics, zoòlegs, entomòlegs, herpetòlegs, viròlegs, ...)
- Bioquímics
- Ecòlegs
- Economistes
- Físics
- Geòlegs (vulcanòlegs, sismòlegs…)
- Matemàtics
- Químics
- Toxicòlegs